# Anisodonta complanata
Anisodonta complanata is een uitgestorven tweekleppigensoort uit de familie van de Basterotiidae. De wetenschappelijke naam van de soort is voor het eerst geldig gepubliceerd in 1858 door Deshayes.